# Луїза Брукс
Луїза Брукс (англ. Mary Louise Brooks; 14 листопада 1906 — 8 серпня 1985, Рочестер) — американська танцюристка, модель, акторка німого кіно. Вважається іконічним образом флеперок, зокрема через зачіску каре, яку вона популяризувала в 1920-х.
Брукс найбільш відома головними ролями у трьох художніх фільмах, знятих у Європі, в тому числі, двох фільмах Георга Пабста: Скринька Пандори (1929), Щоденник занепалої (1929), і Prix de Beauté (Міс Європа, 1930). Вона знялася в 17 німих фільмах і 8 звукових фільмах до виходу на пенсію в 1935 році.
Брукс опублікувала свої мемуари, Лулу в Голлівуді в 1982 році. Через три роки вона померла від серцевого нападу у віці 78 років.

## Вибрана фільмографія
- 1927 — Зараз ми в повітрі / Now We're in the Air
- 1928 — Люби їх і залиш їх / Love 'Em and Leave 'Em
- 1928 — Дівчина у кожному порту / A Girl in Every Port
- 1928 — Жебраки життя / Beggars of Life
- 1931 — Вінді Райлі їде в Голлівуд